# Revolution OS
Pour plus de détails, voir Fiche technique et Distribution.
Revolution OS est un film américain réalisé par J. T. S. Moore, sorti en 2001.

## Synopsis
Ce documentaire retrace l'histoire des mouvements GNU, Linux, open source et des logiciels libres et dans lequel plusieurs personnalités de l'informatique sont interviewées, comme Richard Stallman, Michael Tiemann, Linus Torvalds, Larry Augustin, Eric Raymond, Bruce Perens, Frank Hecker et Brian Behlendorf.

## Fiche technique
- Titre : Revolution OS
- Réalisation : J. T. S. Moore
- Scénario : J. T. S. Moore
- Musique : Christopher Anderson-Bazzoli
- Photographie : J. T. S. Moore
- Montage : J. T. S. Moore
- Production : J. T. S. Moore
- Société de production : Wonderview Productions
- Pays :  États-Unis
- Genre : Documentaire
- Durée : 85 minutes
- Dates de sortie : 
  -  États-Unis : mars 2001 (South by Southwest), 15 février 2002

## Citations
Richard Stallman, recevant au nom de la Free Software Foundation un Linus Torvalds Community Award des mains de Linus Torvalds à la conférence LinuxWorld de 1999, dit : « So, very ironic things have happened, but nothing to match this. Giving the Linus Torvalds Award to the Free Software Foundation is sort of like giving the Han Solo Award to the rebel fleet » (« Des choses très ironiques se sont passées mais rien de comparable à cela : donner le prix Linus Torvalds à la Free Software Foundation c'est un peu comme donner le prix Han Solo à l'alliance rebelle »).
Le documentaire cite les chiffres de la croissance du noyau Linux publiés dans le magazine Forbes :
- 1991 : La version 0.01 de Linux regroupe 10 000 lignes de code et un utilisateur ;
- 1992 : La version 0.96 regroupe 40 000 lignes de code et 1 000 utilisateurs ;
- 1993 : La version 0.99 regroupe 100 000 lignes de code et 20 000 utilisateurs ;
- 1995 : La version 1.2 regroupe 250 000 lignes de code et 500 000 utilisateurs ;
- 1997 : La version 2.1 regroupe 800 000 lignes de code et 3,5 millions d'utilisateurs ;
- 1998 : La version 2.110 regroupe 1,5 million de lignes de code et 7,5 millions d'utilisateurs ;
- 1999 : La version 2.2 regroupe 12 millions d'utilisateurs.

Le film conclut sur les propos de Richard Stallman : « The whole GNU Project is really one big hack. It is one big act of subversive playful cleverness to change society for the better » (« Le projet GNU tout entier est vraiment un gros hack. C'est un acte fort d'ingéniosité subversive et espiègle pour rendre la société meilleure ») et une reprise de la Free Software Song.